# Pegging
Pegging je oblik analnog seksa gdje žena sa strap-on dildom prodire u analni otvor muškarca. Cilj je stimulacija prostate te postizanje orgazma.

## Naziv
Riječ pegging dolazi do engleske riječi to peg (hrv. zabiti kolac / klin) te je postala popularna preko filma Bend Over Boyfriend iz 1998. godine. 

## Značenje
Postoje različite vrste seksualne penetracije i različite vrste analnog seksa, međutim pod pojmom pegging se misli isključivo na seksualnu penetraciju analnog otvora muškarca od strane žene uz pomoć strap-on dilda. Radnju mora vršiti žena nad muškarcem. Kao alat se mora koristiti strap-on dildo, a ne običan dildo ili vibrator. 
Ostali oblici analnog seksa ili strap-on seksa nisu pegging. 
Žena koja vrši radnju se zove pegger (hrv. pegerica), a muškarac nad kojim se vrši radnja se zove peggee (hrv. peganac). 

## Praksa
Pegging je oblik seksualne dominacije žene nad muškarcem i javlja se kod parova gdje je žena dominantnija ličnost od muškarca. Masaža prostate se često koristi kao prvi korak prema pristajanju na pegging.
U pornoindustriji se pegging često javlja u scenama koje prikazuju žensku dominaciju na muškarcem.